# Renewi Tour
El Renewi Tour abans conegut com a Tour del Benelux, conegut entre 2017 i 2020 com a BinckBank Tour per motius de patrocini, i anteriorment com a Eneco Tour, és una cursa ciclista per etapes que es disputa per terres de Bèlgica, Luxemburg i els Països Baixos (el Benelux). En certa manera, es pot dir que reemplaça la Volta als Països Baixos al calendari, la qual existí intermitentment des de 1948 fins al 2004. Va ser creada especialment per formar part de l'UCI ProTour 2005. Des del 2011 forma part de l'UCI World Tour. Iván Gutiérrez, Edvald Boasson Hagen i Tim Wellens, amb dues victòries, són els ciclistes que més vegades han guanyat la cursa.

## Palmarès
| Any            | Vencedor                     | Segon                | Tercer               |         |
| -------------- | ---------------------------- | -------------------- | -------------------- | ------- |
| Eneco Tour     |                              |                      |                      |         |
| 2005           | Bobby Julich                 | Erik Dekker          | Leif Hoste           |         |
| 2006           | Stefan Schumacher            | George Hincapie      | Vincenzo Nibali      |         |
| 2007           | José Iván Gutiérrez Palacios | David Millar         | Gustav Erik Larsson  |         |
| 2008           | José Iván Gutiérrez Palacios | Sébastien Rosseler   | Michael Rogers       |         |
| 2009           | Edvald Boasson Hagen         | Sylvain Chavanel     | Sebastian Langeveld  |         |
| 2010           | Tony Martin                  | Koos Moerenhout      | Edvald Boasson Hagen |         |
| 2011           | Edvald Boasson Hagen         | Philippe Gilbert     | David Millar         |         |
| 2012           | Lars Boom                    | Sylvain Chavanel     | Niki Terpstra        |         |
| 2013           | Zdeněk Štybar                | Tom Dumoulin         | Andrí Hrivko         |         |
| 2014           | Tim Wellens                  | Lars Boom            | Tom Dumoulin         |         |
| 2015           | Tim Wellens                  | Greg Van Avermaet    | Wilco Kelderman      |         |
| 2016           | Niki Terpstra                | Oliver Naesen        | Peter Sagan          |         |
| BinckBank Tour |                              |                      |                      |         |
| 2017           | Tom Dumoulin                 | Tim Wellens          | Jasper Stuyven       |         |
| 2018           | Matej Mohorič                | Michael Matthews     | Tim Wellens          |         |
| 2019           | Laurens De Plus              | Oliver Naesen        | Tim Wellens          |         |
| 2020           | Mathieu van der Poel         | Søren Kragh Andersen | Stefan Küng          |         |
| 2021           | Sonny Colbrelli              | Matej Mohorič        | Victor Campenaerts   |         |
| 2022           | suspesa                      | suspesa              | suspesa              | suspesa |
| Renewi Tour    |                              |                      |                      |         |
| 2023           | Tim Wellens                  | Florian Vermeersch   | Yves Lampaert        |         |
| 2024           | Tim Wellens                  | Alec Segaert         | Per Strand Hagenes   |         |